# Coreopsis douglasii
Coreopsis douglasii là một loài thực vật có hoa trong họ Cúc. Loài này được (DC.) H.M.Hall mô tả khoa học đầu tiên năm 1907.